# ⑩ MY ME
(10) My Me (⑩ MY ME) es el décimo álbum de estudio del grupo Japonés de pop Morning Musume. Fue lanzado el 17 de marzo de 2010, en ediciones regular y limitada. La edición normal viene con una imagen o postcard, similar a la carátula de la edición limitada. La edición limitada viene con un DVD Bonus y tiene un cover diferente, color negro.                                                                                
El título del álbum es un juego de palabras: "10 My Me" se lee como "Ju-Maime" (じゅうまいめ) en japonés, que literalmente significa "décimo álbum". Es la última participación de Koharu Kusumi como integrante del grupo (considérese su graduación en 2009).

## Escritura y desarrollo
El 30 de diciembre de 2009, junto con el anuncio de la liberación de su cuadragésimo segundo sencillo, "Onna ga medatte Naze Ikenai", también se anunció que el grupo lanzará su décimo álbum de estudio el 17 de marzo de 2010. Según Tsunku, "Genki Pikappika!" fue originalmente elegido como el tema que abre el álbum, sin embargo, consideró que "Moonlight Night ~Tsukiyo no da Ban yo~" era una mejor opción. La versión China de "Ame no Furanai Hoshi de wa Aisenai Daro?" se incluyó en el álbum como una oportunidad para dar a los dos miembros chinos, Junjun y Linlin, una oportunidad de brillar y un reto a los demás miembros.

## Sencillos
"Shōganai Yume oibito" fue lanzado como primer sencillo del álbum en Japón el 13 de mayo de 2009 y encabezó las listas del Oricon. Esto se convirtió en su primer número-uno solo desde el año 2006 de "Aruiteru", y extendieron su récord de tener la lista de más sencillos número uno para un grupo de mujeres. El segundo sencillo fue Nanchatte Ren'ai, lanzado el 12 de agosto de 2009, casi tres meses después del lanzamiento de Shouganai Yume Oibito. Debutó en el número dos en las listas Oricon. Esto les hizo el segundo grupo que cuenta con cuarenta Top 10 de sencillos desde su debut después de la banda de pop Japonés de chicos SMAP, que logró esta hazaña en octubre de 2006. El tercer sencillo, Kimagure Princess, fue lanzado el 28 de octubre de 2009, el cual sería el último sencillo de Koharu Kusumi, que se unió al grupo como miembro de la séptima generación en 2005. Kimagure Princess debutó en el número cuatro en las listas de Oricon.Onna ga Medatte Naze Ikenai fue el último sencillo del álbum, lanzado el 10 de febrero de 2010. El sencillo debutó en el número cinco en las listas de éxitos.

## Promoción
Con el fin de promocionar el álbum, Morning Musume apareció en varios programas de televisión tales como Samma no mamma, MuJack y Waratte Iitomo. El grupo apareció en un concierto de la moda en 3D y realizó su exitosa canción "Ren'ai Revolución 21". Risa Niigaki y Aika Mitsui también trabajó a tiempo parcial como cajeros de dos horas en Tower Records en Shibuya en el día del lanzamiento del álbum. El álbum fue promovido por su gira de conciertos de primavera, titulada Morning Musume Concert Tour 2010 Haru ~Pikappika!~, que comenzó el 19 de marzo de 2010.

## Canciones
| N.º | Título | Escritor(es)   | Duración |  |
| 1.  | «Moonlight Night～Tsukiyo no Ban da yo～ (Moonlight night ～月夜の晩だよ～)»                                 | Tsunku         | 3:42     |  |
| 2.  | «Kimagure Princess»                                                                                          | Tsunku         | 4:19     |  |
| 3.  | «Genki Pikappika! (元気ピカッピカッ!)»                                                                       | Tsunku         | 4:20     |  |
| 4.  | «Namidacchi (涙ッチ)»                                                                                        | Tsunku         | 3:38     |  |
| 5.  | «Onna ga Medatte Naze Ikenai»                                                                                | Tsunku         | 3:53     |  |
| 6.  | «Ōkii Hitomi (大きい瞳 - Cantada por Eri Kamei, Sayumi Michishige y Reina Tanaka)»                           | Tsunku         | 4:43     |  |
| 7.  | «Ano Hi ni Modoritai (あの日に戻りたい - Cantada por Ai Takahashi y Risa Niigaki)»                           | Tsunku         | 4:33     |  |
| 8.  | «Nanchatte Ren'ai»                                                                                           | Tsunku         | 4:21     |  |
| 9.  | «Osaka Umainen (大阪 美味いねん - Cantada por Aika Mitsui, Junjun y Linlin)»                                 | Tsunku         | 3:10     |  |
| 10. | «Loving you Forever»                                                                                         | Tsunku         | 5:03     |  |
| 11. | «Shouganai Yume Oibito»                                                                                      | Tsunku         | 5:04     |  |
| 12. | «Ame no Furanai Hoshi de wa Aisenai Darō? (Chūgoku-go Ver.) (雨の降らない星では愛せないだろう? (中国語Ver.)» | Zheng Zhao Ren | 4:17     |  |

### Edición Limitada DVD
- Onna ga Medatte Naze Ikenai (Ai Takahashi Solo Ver.)
- Onna ga Medatte Naze Ikenai (Risa Niigaki Solo Ver.)
- Onna ga Medatte Naze Ikenai (Eri Kamei Solo Ver.)
- Onna ga Medatte Naze Ikenai (Sayumi Michishige Solo Ver.)
- Onna ga Medatte Naze Ikenai (Reina Tanaka Solo Ver.)
- Onna ga Medatte Naze Ikenai (Aika Mitsui Solo Ver.)
- Onna ga Medatte Naze Ikenai (Junjun Solo Ver.)
- Onna ga Medatte Naze Ikenai (Linlin Solo Ver.)
- Onna ga Medatte Naze Ikenai (Mobekimasu Live Ver.)
- Album Jacket Making (アルバムジャケット撮影 メイキング)

## Miembros Presentes
- 5.ª generation: Ai Takahashi, Risa Niigaki
- 6.ª generation: Eri Kamei, Sayumi Michishige, Reina Tanaka
- 7.ª generation: Koharu Kusumi (Acreditada)
- 8.ª generation: Aika Mitsui, Junjun, Linlin